# Референдум в Сан-Марино (2013)
Референдумы в Сан-Марино прошли 20 октября 2013 года. Они должны были решить вопрос о заявке по вхождению Сан-Марино в Европейский Союз и вопрос о предложенных мерах по привязке повышения зарплаты к инфляции в стране.
Хотя оба предложения были одобрены большинством голосов, ни за одно из них не проголосовало 32 % от общего числа зарегистрированных избирателей (необходимый кворум, т. е. 10 657 голосов). Таким образом, оба предложения не поддержаны.

## Контекст референдумов

### Присоединение к ЕС
Первоначально референдум по присоединению к Европейскому союзу был назначен на 24 марта 2011 года, но правительство Сан-Марино перенесло его.
За присоединение выступают следующие партии и организации: Civico10, Социалистическая партия, Партия социалистов и демократов, Объединённые левые, «За Сан-Марино», Союз за Республику. Против вступления в ЕС высказались Гражданское движение R.E.T.E. и центристское движение «Мы санмаринцы». Сан-Маринская христианско-демократическая партия призвала оставить бюллетени пустыми, а партия Народный альянс считает, что каждые сам должен сделать свой выбор.

### Индексация зарплаты
Референдум по зарплате был организован Демократической конфедерацией рабочих Сан-Марино. Предлагается каждый год 1 января пересчитывать зарплату на величину инфляции, которую официально заявляет правительство.

## Результаты

### Присоединение к ЕС
| Выбор                               | Голоса | %     |
| ----------------------------------- | ------ | ----- |
| За                                  | 6733   | 50,28 |
| Против                              | 6657   | 49,72 |
| Недействительных/пустых бюллетеней  | 1059   | –     |
| Всего                               | 14 449 | 100   |
| Зарегистрированных избирателей/Явка | 33 303 | 43,39 |
| Источник: Ministry of the Interior  |        |       |

### Индексация зарплаты
| Выбор                               | Голоса | %     |
| ----------------------------------- | ------ | ----- |
| За                                  | 10 025 | 73,12 |
| Против                              | 3685   | 26,88 |
| Недействительных/пустых бюллетеней  | 712    | –     |
| Всего                               | 14 422 | 100   |
| Зарегистрированных избирателей/Явка | 33 303 | 43,31 |
| Источник: Ministry of the Interior  |        |       |